# ابن أبي العلاء النصيبي
محمد بن محمد بن علي بن المبارك الموفق، أبو عبد الله بن أبي العلاء الأنصاري النصيبي، ثم البعلبكي الشافعي، مقرئ محقق عارف مجود، ولد سنة 617 هـ بنصيبين. توفي سنة 695 هـ

## أساتذته
قرأ بنصيبين على والده ثم رحل إلى مصر فقرأ بها على السديد عيسى بن أبي الحزم، وقرأ القراءات بالإسكندرية على أبي عمرو بن الحاجب وسمع منه مقدمته في النحو، ثم قام ببعلبك واستوطنها أربعين سنة وكان شيخ الإقراء بجامعها وشيخ الخانقاه بها، وكان يجلس مذكرا للناس فيورد أحاديث من حفظه مع فصاحة وحسن أداء

## تلاميذه
من بين الذين تتلمذوا على يديه طلحة بن عبد الله الحلبي الملقب بالعلم شيخ حلب والإمام الذهبي الذي قرأ عليه القرآن جمعا، وسمع منه «الحاجبية» في النحو